# آب‌انبار حسینیگی
آب‌انبار حسینیگی ، آب‌انباری است مربوط به اوایل دوره قاجار که در شهر تاریخی تون و در محله سردشت روبروی خانه طبسی واقع شده‌است.
این اثر در تاریخ ۱ آذر ۱۳۸۸ با شمارهٔ ثبت ۲۸۱۲۲ به‌عنوان یکی از آثار ملی ایران به ثبت رسیده است.